# Sherlocko... investigatore sciocco
Sherlocko... investigatore sciocco (It's Only Money) è un film comico diretto da Frank Tashlin con protagonista Jerry Lewis. Uscì nei cinema statunitensi il 21 novembre 1962 distribuito dalla Paramount Pictures.

## Trama
Lester March è un orfano venticinquenne, riparatore di apparecchi elettronici. La sua vera passione sono però i romanzi gialli e i racconti con protagonisti i detective, professione che lui spera di poter intraprendere un giorno. Il suo migliore amico Pete Flint è proprio un detective, e un giorno mentre il ragazzo mostra al detective la televisione da lui appena riparata, i due sentono una notizia del telegiornale che parla di una ricca donna sola, Cecilia Albright, alla ricerca disperata del nipote perduto. La ricompensa di 100000 $ desta la loro attenzione. Flint chiede quindi a March di unirsi a lui per introdursi nella residenza degli Albright nella speranza di risolvere il mistero e intascare la ricompensa.
Durante il loro tentativo di intrusione, l'avvocato degli Albright li scopre e riconosce in March il nipote a lungo scomparso, Charles Albright Junior. L'avvocato, che è il responsabile della morte di Charles Albright Senior, ha architettato un piano per sposare Cecilia e poi ucciderla per ereditare la sua intera fortuna. Con l'aiuto del maggiordomo, pianificano di uccidere March affinché non interferisca con il loro piano.
L'infermiera di famiglia, Wanda Paxton, scopre l'identità di March e si innamora di lui. I piani dell'avvocato falliscono miseramente, la vera identità di March viene rivelata, e Wanda e Lester possono sposarsi.

## Produzione
Le riprese del film si svolsero dal 9 ottobre al 17 dicembre 1961.

## Doppiaggio italiano
Nella versione italiana, che annovera alcuni dei maggiori doppiatori italiani del passato, il cognome dell'avvocato DeWitt viene mutato in Desoto per reggere la battuta di Jerry Lewis «Arrivederci, sig. Desopra... eh, volevo dire Desoto!»: in originale, invece, l'errore di pronuncia vede il cognome storpiato in Dimwit, che significa "imbecille".